# Roberto Cofresí
 (avril 2008).
Si vous disposez d'ouvrages ou d'articles de référence ou si vous connaissez des sites web de qualité traitant du thème abordé ici, merci de compléter l'article en donnant les références utiles à sa vérifiabilité et en les liant à la section « Notes et références ».

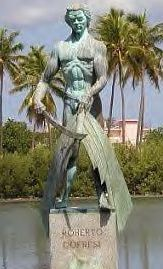
Roberto Cofresi

Roberto Cofresí, né Roberto Cofresi y Ramirez de Arellano le 17 juin 1791, mort le 29 mars 1825 à Cabo Rojo (Porto Rico), est le pirate le plus renommé à Porto Rico.

## Biographie
Le père de Cofresí était originaire de Trieste (Italie) et sa mère de Porto Rico (elle est morte alors que Cofresí avait 4 ans). Cofresí a grandi sur l'île de Porto Rico, son imaginaire y est alimenté par les récits des marins qui y font régulièrement escale. Il a même un petit bateau qu'il baptise El Mosquito (le Moustique).
Il épouse une jeune fille originaire de Curaçao nommée Juana Creitoff à la Paroisse de l'Archange Saint Michel de Porto Rico. Ils ont 2 fils qui mourront peu de temps après leur naissance. il se lasse rapidement de cette vie et décide de prendre la mer en quête de célébrité et de richesse. À bord de son schooner (sorte de goélette) baptisé Ana, Cofresí et son équipage (constitué d'hommes de Cabo Rojo) attaquent tous les navires ne battant pas le pavillon espagnol. Cofresí est très apprécié de ses hommes et des populations de Porto Rico, qui en retour le protègent du gouvernement. D'après Aurelio Tio, historien portoricain, Cofresí partage son butin avec les gens dans le besoin, en particulier sa famille et ses amis, si bien qu'on le considère parfois comme le Robin des Bois de Porto Rico. En 1825, Cofresí et Juana ont une fille qu'ils baptisent Maria Bernada.
La même année, le gouvernement espagnol reçoit de nombreuses plaintes des autres nations au sujet du Pirate Cofresí. Bien qu'il encourage habituellement la piraterie contre les nations étrangères, le gouvernement cède sous la pression et décide de poursuivre le pirate. Cofresí et 11 de ses hommes sont capturés et envoyés en prison à El Castillo del Morro à San Juan.
Le 29 mars 1825, Cofresí est fusillé et inhumé dans le cimetière de Old San Juan. Un an plus tard, sa femme Juana décède à son tour.
De nombreux poèmes, chants et livres ont été écrits à son sujet. Il fait partie de la culture et du folklore de Porto Rico.
On raconte qu'une partie du trésor de Cofresí est toujours cachée dans les grottes de Sabana Seca, près de Toa Baja, à Porto Rico, près d'un restaurant nommé La Guarida del Pirata Cofresí (La Cachette du Pirate Cofresí).